# 武生鳥守
武生 鳥守（たけふ の とりもり）は、奈良時代の官人。氏姓は馬毘登のち武生連。官位は外従五位下・送渤海客使。

## 経歴
称徳朝の天平神護元年（765年）馬国人と馬益人ら44人が馬毘登から武生連に改姓しており、この時に鳥守も同じく改姓したと想定される。
光仁朝の宝亀3年（772年）7月に渤海使・壱万福らを渤海に送り届ける遣渤海使に任ぜられ、9月に日本から出航するが、暴風に遭遇し能登国に漂着する。壱万福含めて辛うじて死を免れることができたため、福良津（現在の石川県羽咋郡志賀町福浦）に停泊するよう朝廷から指示を受けた。その後、再び壱万福の送渤海客使を務め、宝亀4年（773年）10月に渤海より帰国している（この時の位階は正六位上）。
桓武朝の天応元年（781年）和国守・土師道長らとともに外従五位下に昇叙している。

## 官歴
『続日本紀』による。
- 天平神護元年（765年） 12月5日：馬毘登から武生連に改姓
- 宝亀3年（772年） 7月20日：送渤海客使
- 宝亀4年（773年） 10月13日：見正六位上
- 天応元年（781年） 4月15日：外従五位下